# Ecclisomyia maculosa
Ecclisomyia maculosa là một loài Trichoptera trong họ Limnephilidae. Chúng phân bố ở miền Tân bắc.